# Indemnité de licenciement (France)
Pour les autres articles nationaux ou selon les autres juridictions, voir Indemnité de licenciement.
En France, l'indemnité de licenciement est la somme que perçoit un salarié en cas de rupture d'un contrat de travail à durée indéterminée. Elle est définie par la loi ou les conventions collectives. En France, en 2012, le coût moyen d'un licenciement s'élevait en moyenne à 32 semaines de salaire.

## Définition
En cas de rupture du contrat de travail, le code du travail et les conventions collectives prévoient deux catégories d'indemnités de licenciement :
- l’indemnité légale de licenciement ;
- l'indemnité conventionnelle de licenciement.

Ces deux catégories d’indemnités ne se cumulent pas. Le salarié ne peut prétendre qu’à celle qui lui est la plus favorable.
Les salariés qui ont la possibilité de négocier leur contrat de travail clause par clause bénéficient parfois d’un autre type d’indemnité appelé indemnité contractuelle de licenciement (on parle également de « parachute doré » ou de « golden parachute »). Ce type d’indemnité répond à des règles spécifiques qui ne sont pas abordées ici.

### Indemnité légale de licenciement
L'indemnité légale de licenciement est l’indemnité minimale prévue par la loi en cas de rupture d’un contrat de travail à durée indéterminée. Tous les salariés y ont droit dès lors qu’ils remplissent les conditions prévues par l’article L1234-9 du Code du travail. Elle doit être payée à tous les salariés licenciés (pour cause personnelle ou pour motif économique) totalisant au moins une année d'ancienneté dans l'entreprise.
Pour les années d’ancienneté incomplètes, il est tenu compte des mois de travail accomplis au-delà des années pleines (R1234-1 du Code du travail).
Pour les salariés à temps partiel, l’ancienneté est décomptée comme pour les salariés à temps plein.

### Indemnité conventionnelle de licenciement
L'indemnité conventionnelle de licenciement est l'indemnité définie avec les partenaires sociaux lors de la négociation de la convention collective applicable à une activité ou de l’accord d’entreprise applicable à une unité de production.
L'indemnité conventionnelle est versée à la place de l'indemnité légale si son montant est plus favorable au salarié.

## Situations privatives de l’indemnité de licenciement

### Contrat à durée déterminée
En cas de contrat à durée déterminée, le code du travail prévoit une indemnité spéciale appelée indemnité de précarité. Cette indemnité se substitue à l’indemnité de licenciement.

### Ancienneté insuffisante
Les salariés qui n’ont pas atteint une année d’ancienneté à la date de notification de leur licenciement sont privés de l’indemnité de licenciement.
La date de notification est constituée par l'envoi de la lettre recommandée de licenciement.
Auparavant, le droit à préavis et à indemnité de licenciement s'appréciait à la date de présentation de la lettre notifiant le licenciement. Depuis une série d'arrêts et notamment l'un d'eux relatif à l'indemnité de licenciement, c'est à la date d'envoi de la lettre de licenciement que s'apprécie le droit à l'indemnité de licenciement. Cette solution s'étend donc logiquement au droit à préavis.
La cour de cassation a décidé que les congés non pris ne sont pas pris en compte pour le calcul de l’ancienneté. Il convient cependant de rappeler que le préavis est suspendu pour une durée égale à celle des congés payés lorsque ceux-ci ont été acceptés avant la notification du licenciement.
Les seuls cas légaux dans lesquels une indemnité est versée sans condition d’ancienneté concernent l’indemnité spéciale de licenciement prévue en cas d’accident du travail ou de maladie professionnelle.

### Faute du salarié
Les salariés qui sont licenciés pour faute (grave ou lourde) sont privés du bénéfice de l’indemnité légale licenciement ; la convention collective peut prévoir que la faute grave n'est pas privative de l'indemnité conventionnelle. Ainsi dans certains l’indemnité de préavis peut être due en cas de licenciement pour faute grave.

### Démission ou force majeure
En cas de rupture du contrat de travail consécutive à une démission ou en cas de force majeure, l’indemnité de licenciement n’est pas due. Le code du travail (Article L1234-13) prévoit cependant que l’indemnité est due, lorsque la force majeure provient d’un sinistre.

## Contentieux sur les causes d’exclusion
Afin d’éviter de payer l’indemnité de licenciement, certains employeurs prononcent des licenciements pour faute ou poussent le salarié dont ils veulent se séparer à la démission.
Les salariés concernés peuvent faire juger que la cause de licenciement qui a été évoquée n’est pas réelle et sérieuse ou qu’ils ont été contraints de donner leur démission à cause du comportement de leur employeur. Lorsque les juges reconnaissent le bien-fondé de ces explications, ils condamnent l’employeur au paiement de l’indemnité de licenciement et de toutes les autres sommes dont il a été privé telles que : indemnité de préavis, indemnité pour licenciement sans cause réelle et sérieuse…

## Montant de l’indemnité légale de licenciement[10]

### Avant le décret du 18 juillet 2008
Jusqu'à la modification intervenue le 18 juillet 2008, le montant de l’indemnité légale de licenciement variait selon que la cause du licenciement était inhérente au salarié (cause personnelle) ou qu’il s’agissait d’une cause économique.
En cas de licenciement pour cause personnelle, l’article R 1234-2 du code du travail prévoyait que le montant de l’indemnité légale de licenciement ne pouvait être inférieur à un dixième de mois de salaire par année de d’ancienneté. Pour les salariés ayant plus de 10 années d’ancienneté, la loi ajoutait une majoration de un quinzième de mois par année de travail au-delà de 10 ans.
En cas de licenciement pour cause économique l’article R1234-3 du Code du travail prévoyait que « … l'indemnité de licenciement ne peut être inférieure à deux dixièmes de mois de salaire par année d'ancienneté. À partir de dix ans d'ancienneté, cette indemnité minimum est de deux dixièmes de mois de salaire plus deux quinzièmes de mois par année d'ancienneté au-delà de dix ans ».

### Depuis le décret du 18 juillet 2008
Depuis le décret du 18 juillet 2008 (en vigueur depuis le 20 juillet) le montant de l'indemnité légale de licenciement est désormais égal à un cinquième (1/5ème) de mois de salaire par année d'ancienneté auquel s'ajoute deux quinzièmes (2/15ème) de mois par année d'ancienneté au-delà de 10 ans.
Le montant de l'indemnité de licenciement pour cause personnelle a donc été doublé. Le montant de l'indemnité pour licenciement pour motif économique n'a pas varié.
Depuis le 27 septembre 2017 
L'indemnité ne peut pas être inférieure aux montants suivants :
- 1/4 de mois de salaire par année d'ancienneté pour les 10 premières années ;
- 1/3 de mois de salaire par année d'ancienneté à partir de la 11e année.

## Montant de l’indemnité conventionnelle de licenciement
Le montant des indemnités conventionnelles de licenciement peut varier selon d’autres critères que ceux utilisés pour le calcul de l'indemnité légale. Ainsi, il est très fréquent que les cadres supérieurs et cadres intermédiaires bénéficient d'une indemnité d'un montant supérieur aux autres salariés (agents de maîtrise, employés et ouvriers). Certaines conventions collectives prévoient une majoration en fonction de l'âge. D'autres conventions collectives (par exemple la convention collective des journalistes) prévoient des règles totalement spécifiques.
Il existe un grand nombre de conventions collectives (plus de trois cents) prévoyant des règles de calcul différentes. Il convient donc de se reporter à la convention collective dont on dépend, ou de s'adresser à l'unité territoriale de la Direccte la plus proche. On trouve un calculateur gratuit en suivant ce lien .

## Règles communes aux indemnités légale et conventionnelle
Le calcul de toutes les indemnités de licenciement suppose que l’on connaisse ou que l’on puisse déterminer :
- l’ancienneté du salarié ;
- le montant de la rémunération mensuelle moyenne la plus favorable au salarié entre celle des trois derniers mois et celle des douze mois ayant précédé le licenciement ;
- les règles de calcul applicables (indemnité légale ou règles spécifiques à la convention collective applicable).

### Ancienneté
L’ancienneté est la période qui s’écoule entre le début et la fin d’une relation de travail.
La détermination des dates de prise d'effet et d'expiration du contrat de travail sont parfois délicates à définir avec précision. Notamment, la date de prise d’effet de la relation de travail est sujette à controverses lorsque la relation de travail a débuté par un contrat d’apprentissage ou une succession de CDD ou encore une mission d’intérim.
Si ces contrats ont été suivis d’un CDI sans qu’il y ait eu d’interruption, l’ancienneté s’apprécie à compter du premier contrat.
La cour de cassation considère qu’il en est de même lorsque le salarié est passé successivement au service de plusieurs sociétés du même groupe ou qu’il a travaillé de manière ininterrompue dans plusieurs sociétés dirigées par le même employeur.
Quant à la date d’expiration du contrat de travail, elle s’apprécie à la date d’expiration du préavis et ce, qu’il ait été exécuté ou non.
La date d’un licenciement n’étant, par définition, pas prévisible, l’ancienneté d’un salarié ne correspond pratiquement jamais à un nombre complet d’années. Le code du travail prévoit cependant que les années incomplètes sont retenues en tenant compte des mois de service accomplis au-delà des années pleines.
Tout mois commencé est dû.
Exemple
Date d'entrée : 03/01/2011 Date de sortie : 04/05/2014
Ancienneté à retenir : 3 ans et 5 mois et non 3 ans et 4 mois. Tout mois commencé étant dû, le 04/05/2014 est retenu pour 1 mois au lieu d'1 jour.

### Interruption du préavis
Après un licenciement, il arrive assez fréquemment que les parties ne se supportent plus et que l’une ou l’autre des parties interrompe le préavis.
Cette interruption n’a pas d’incidence sur le versement ou non de l’indemnité de licenciement. Ceci reste vrai même si l’interruption du préavis est provoquée par une faute grave du salarié.

### Salaire de référence
Plus que de salaire de référence, les professionnels parlent de « rémunération mensuelle moyenne ».
L’article R 1234-4 du code du travail dispose que la rémunération à prendre en compte est égale à la moyenne la plus favorable au salarié entre celle des douze derniers mois ayant précédé le licenciement ou des trois derniers mois de travail (y compris le préavis).
Une exception, lorsque le salaire de l’année ou des trois derniers mois est nettement inférieur au salaire habituel, la Cour de cassation a décidé que c’est le salaire habituel qu’il faut retenir (le salaire habituel est celui que le salarié aurait perçu en temps normal, en dehors, par exemple, d’une période de chômage partiel ou d’une absence maladie non indemnisée en totalité).

#### Moyenne des douze derniers mois
La rémunération mensuelle moyenne des douze derniers mois est égale à 1/12ème de tous les salaires perçus, y compris l’éventuel treizième mois et les primes à caractère annuel.

#### Moyenne des trois derniers mois
La rémunération mensuelle moyenne calculée sur le salaire des trois derniers mois est un peu plus complexe à calculer dans la mesure où on ne doit tenir compte des primes à caractère annuel ou exceptionnel que « dans la limite d’un montant calculé à due proportion » (article R 1234-4 du code du travail, dernier alinéa).
En d’autres termes, dans la mesure où l’on tient compte de la rémunération des trois derniers mois de salaire, une prime à caractère annuel payée pendant les trois derniers mois de travail ne sera finalement valorisée que pour un douzième de son montant.

#### Salaires perçus pendant le préavis
La rédaction de l’article R 1234-4 du code du travail n’est pas la même selon que l’on retient la moyenne des douze ou des trois derniers mois de salaire.
Lorsqu’on retient la moyenne des douze derniers mois, cette disposition précise qu’il s’agit « des douze derniers mois précédant le licenciement » (c'est-à-dire sans compter ceux qui sont perçus pendant la période de préavis).
Lorsqu’on retient la moyenne des trois derniers mois, le code du travail indique que la rémunération à retenir est « le tiers des trois derniers mois ». Dans la mesure où, il n’est pas précisé qu’il s’agit des trois derniers mois précédant le licenciement, il y a lieu de considérer que la période de préavis doit être prise en considération.

#### Avantages en nature
Les avantages en nature sont pris en compte, au même titre que les salaires, pour le calcul de l’indemnité légale de licenciement, la chambre sociale de la Cour de cassation l’ayant expressément admis pour une indemnité conventionnelle de licenciement (Cass. Soc. 11/12/1991 no 4467).

## Fiscalité de l’indemnité de licenciement
L’indemnité de licenciement n’est soumise ni aux cotisations sociales (patronales ou salariales), ni à l’impôt sur le revenu. Elle n’est pas soumise non plus à la CSG ou à la CRDS.
En cas de transaction, même si l’indemnité de licenciement n’est pas imposable, il faut en ajouter le montant à celui de l’indemnité transactionnelle pour déterminer le seuil d’exonération fiscale de la transaction.

## Paiement de l'indemnité
En principe, l’indemnité est payée concomitamment à l’expiration du contrat de travail. Toutefois, lorsqu’il dispense le salarié de l’exécution de tout ou partie de son préavis, ou en cas de transaction, l’employeur peut payer l’intégralité de l’indemnité lorsque le salarié quitte définitivement l’entreprise.
Même si elle n’a pas la nature juridique d’un salaire, il semble que l’indemnité de licenciement doit figurer sur la partie basse du bulletin de salaire là où sont placées les sommes qui ne sont soumises ni aux cotisations sociales ni à la CSG-CRDS.

## Textes du Code du travail applicables

### ArticleL1234-9
Le salarié titulaire d’un contrat de travail à durée indéterminée, licencié alors qu'il compte une année d'ancienneté ininterrompue au service du même employeur, a droit, sauf en cas de faute grave, à une indemnité de licenciement.
Les modalités de calcul sont fonction de la rémunération brute dont le salarié bénéficiait antérieurement à la rupture du contrat de travail. Ce taux et ces modalités sont déterminés par voie réglementaire.

### ArticleL1234-10
La cessation de l'entreprise ne libère pas l'employeur de l'obligation de verser, s'il y a lieu, l'indemnité de licenciement prévue à l'Article L1234-9.

### ArticleL1234-11
Les circonstances entraînant la suspension du contrat de travail, en vertu soit de dispositions légales, soit d’une convention ou d’un accord collectif de travail, soit de stipulations contractuelles, soit d'usages, ne rompent pas l'ancienneté du salarié appréciée pour la détermination du droit à l’indemnité de licenciement.
Toutefois, la période de suspension n'entre pas en compte pour la détermination de la durée d'ancienneté exigée pour bénéficier de ces dispositions.

### ArticleL1234-12
La cessation de l'entreprise pour cas de force majeure libère l'employeur de l'obligation de respecter le préavis et de verser l'indemnité de licenciement prévue à l'Article L1234-9.

### ArticleL1234-13
Lorsque la rupture du contrat de travail à durée indéterminée résulte d’un sinistre relevant d’un cas de force majeure, le salarié a droit à une indemnité compensatrice d’un montant égal à celui qui aurait résulté de l'application des articles L. 1234-5, relatif à l’indemnité compensatrice de préavis, et L. 1234 9, relatif à l’indemnité de licenciement. Cette indemnité est à la charge de l’employeur.

### ArticleL1234-14
Les dispositions des articles L. 1234-1, L. 1234-8, L. 1234-9 et L. 1234-11 sont applicables, dès lors que les intéressés remplissent les conditions prévues par ces articles :
1. aux agents et salariés, autres que les fonctionnaires et les militaires, mentionnés à l’Article L5424-1 ;
2. aux salariés soumis au même statut légal que celui d'entreprises publiques.

### ArticleR1234-1
L'indemnité de licenciement prévue à l'article L. 1234-9 ne peut être inférieure à une somme calculée par année de service dans l'entreprise et tenant compte des mois de service accomplis au-delà des années pleines »

### ArticleR1234-2
L'indemnité de licenciement ne peut être inférieure à un cinquième de mois de salaire par année d'ancienneté, auquel s'ajoutent deux quinzièmes de mois par année au-delà de dix ans d'ancienneté.

### ArticleR1234-4
Le salaire à prendre en considération pour le calcul de l'indemnité de licenciement est, selon la formule la plus avantageuse pour le salarié :
1. soit le douzième de la rémunération des douze derniers mois précédant le licenciement ;
2. soit le tiers des trois derniers mois. Dans ce cas, toute prime ou gratification de caractère annuel ou exceptionnel, versée au salarié pendant cette période, n'est prise en compte que dans la limite d'un montant calculé à due proportion »

### ArticleR1234-5
L'indemnité de licenciement ne se cumule pas avec toute autre indemnité de même nature.